# Takasa
Takasa, anciennement Heilsarmee, est un groupe de musique suisse, créé en 2012, composé de six membres de l'Armée du salut.

## Biographie
Le groupe est créé fin 2012, initialement sous de nom de Heilsarmee, pour représenter la Suisse au Concours Eurovision de la chanson 2013 à Malmö, avec la chanson You and me.
Il doit par la suite changer de nom pour l'Eurovision, le concours interdisant toute référence politique ou commerciale.
Il choisit alors de se rebaptiser "Takasa", un mot swahili signifiant "purifier" et permettant le rétroacronyme "The Artists Known As Salvation Army".
Il change également de tenue et abandonne la casquette et l'uniforme officiel bleu marine, optant pour « une tenue bleue et blanche classique donnant une impression d'uniformité sans constituer un uniforme en soi », précise l'organisation chrétienne[réf. nécessaire].

## Classements
La chanson You and me se classe au 21e rang du Schweizer Hitparade le 6 janvier 2013.
Lors du concours de l'Eurovision, la chanson atteint le 13e rang de la deuxième demi-finale avec 41 points.
| Classement (2013)            | Meilleure place |
| ---------------------------- | --------------- |
| Suisse (Schweizer Hitparade) | 21              |